# Pain de foie
Le pain de foie —ou le gâteau de foie ou le fromage de foie— est un pâté de campagne typique de la comarque de la Cerdagne, qui s'est étendu dans le reste des comarques des Pyrénées (le Berguedà, le Ripollès, le Haut Urgell et la Haute Ribagorce).Comme le pâté du Val d'Aran, c'est une variation du classique pâté de campagne français. 
Les bouchers de Cerdagne qui, temporellement, émigraient et ceux qui se sont installés définitivement ailleurs, l'ont diffusé par les comarques des Pré-Pyrénées où maintenant s'en élabore.

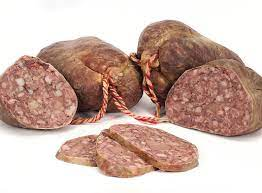
Pain de foie (Pa de fetge en catalan)

Il présente une couleur brune tant à l'intérieur qu'à l'extérieur.
Il est composé des mêmes ingrédients qui composent le bouilli de foie, mais conservés dans des pots de verre. 
On peut lui donner la forme que l'on veut : allongée, ronde, carré..., mais si c'est pour vendre à la tranche on a l'habitude de le faire allonger ; et si c'est pour des pièces individuelles, arrondi. 
Il est habituellement vendu dans des magasins spécialisés comme les boucheries et dans les restaurants locaux.
Le plus habituel est de le manger sur une tranche de pain seul ou avec de la tomate, mais aussi dans les pièces de charcuteries, il peut aussi faire partie de quelques hors-d'œuvre ou il peut se convertir en un repas, accompagné d'une salade.
C'est un aliment très énergétique, riche en graisse et en cholestérol, mais également en protéines animales. Du fait qu'il contient du foie de porc, Il a un taux important de fer et c'est une source de vitamine B,  A et D[réf. souhaitée]. 

## Élaboration
On fait bouillir un peu le foie et quand il est prêt il se hache petit accompagné de graisse, il est salé et poivré et est mélangé. 
Après, pour lier la pâte, on y ajoute des œufs, de l'ail et du persil bien hachés puis la viande.
Le mélange qui en résulte se place dans des moules enveloppés avec la mésentère du foie (mantellina en catalan), ou dans des pots de verre. 
Quand on lui a donné sa forme, il se cuit au four.